# Список храмов Псковской земли XII—XVII веков

В данном списке представлены храмы, построенные в допетровское время на исторической территории бывшей Псковской земли.
Статья включает как сохранившиеся до настоящего времени, так и некоторые ныне разрушенные, но зафиксированные храмы. Для каждой постройки указаны наименование, местонахождение, время постройки первого каменного здания, примечания (если объект был перестроен), фотография (для объектов, по которым изображения доступны).
Список разбит по географическому принципу. Серым цветом отмечены несохранившиеся постройки.

## Псков
| Название                                                             | Местонахождение          | Время постройки первого каменного здания | Примечания | Фото |
| -------------------------------------------------------------------- | ------------------------ | ---------------------------------------- | --- | ---- |
| Троицкий собор                                                       | Псков, Кром              | 1137 — 1139.                             | В 1365—1367 гг. выстроен заново. Ныне существующий собор выстроен в 1682—1699 гг. Отдельно стоящая колокольня в нижних частях относится к XVI—XVII вв. Убранство собора — разновременное, иконостас — конца XVII в.                                               |      |
| Церковь Архангелов Михаила и Гавриила с Городца                      | Псков, Город             | 1339.                                    | В 1694—1695 гг. сделаны заново барабан главы и часть сводов. К церкви примыкают пристройки XVII (в том числе шатровая колокольня) и XIX—XX вв. |      |
| Церковь Василия Великого на Горке                                    | Псков, Город             | 1377.                                    | Существующая церковь возведена в 1413 г. Галереи храма перестроены в XVII—XIX вв., южный придел разрушен в XVIII в., северный — сильно пострадал во время войны и не восстановлен. В первой половине XVIII в. к церкви с запада пристроена барокковая колокольня. |      |
| Церковь Николая Чудотворца с Усохи                                   | Псков, Город             | 1371.                                    | Существующая церковь возведена в 1535 г. Сохранила северный придел и часовню. Звонница восстановлена в процессе реставрации. |      |
| Церковь Одигитрии Смоленской                                         | Псков, Город             | 1537.                                    | Современный храм выстроен в 1683—1685 гг. Сильно перестроена в 1866 г., пострадала в войну и после неё. Лишилась пятиглавия и верха колокольни. |      |
| Церковь Петра и Павла с Буя                                          | Псков, Город             | 1373.                                    | Сохранившийся до наших дней храм возведён в 1540 г. В 1610 и 1713 гг. перестраивался. Не сохранил придела, звонница и декор барабана восстановлены при реставрации.                                                                                               |      |
| Церковь Николая Чудотворца от Торга                                  | Псков, Город             | Начало XVI в.                            | Сохранившийся до наших дней храм — результат перестройки 1676 г. Храм окружают пристройки XVIII—XIX вв. Первоначальная звонница сохранилась, но надстроена в конце XVIII в.                                                                                       |      |
| Церковь Покрова от Торга                                             | Псков, Город             | 1590.                                    | Церковь в верхних частях сильно перестроена в XVIII—XIX вв. |      |
| Церковь Святой Великомученицы Анастасии Узорешительницы (в Кузнецах) | Псков, Город             | До 1539.                                 | Верхняя часть выстроена после пожара 1539 г. Первоначальные галереи и приделы полностью перестроены в XVII в. На месте звонницы в 1819 г. выстроена классицистическая колокольня.                                                                                 |      |
| Вознесенская церковь Нововознесенского монастыря                     | Псков, Город             | 1467.                                    | Выстроена заново в XVI в. и сильно перестроена в конце XVII в. От XVI в. сохранились нижние части стен, притвор и звонница. Церковь не сохранила придела м южной галереи.                                                                                         |      |
| Вознесенская церковь Старовознесенского монастыря, на Полонище       | Псков, Город             | XIV в., 1467.                            | Существующий храм выстроен в середине XVI в. Боковые галереи выстроены заново в XVII в., барабан главы разрушен во время войны. |      |
| Церковь Преполовения Пятидесятницы                                   | Псков, Город             | 1468.                                    | Вновь выстроена в XVI в., потом переделана в конце XIX в. Сохранилась надстроенная поздним шатром звонница XVII в. |      |
| Церковь Георгия Победоносца со Ввоза                                 | Псков, Город             | 1494.                                    | Не сохранила галерей, приделов и первоначальной звонницы. |      |
| Церковь Иоакима и Анны                                               | Псков, Город             | До 1544.                                 | Галереи построены на месте первоначальных во второй половине XVII в. Верхняя часть барабана с декором восстановлена при реставрации. |      |
| Церковь Покрова и Рождества Богородицы от Пролома                    | Псков, Город             | Вторая половина XVI в.                   | Двойная бесстолпная церковь, не сохранила первоначальных звонницы, обеих глав, сводов в северной своей половине. |      |
| Церковь Сергия с Залужья                                             | Псков, Город             | 1582 — 1588.                             | Глава и своды разрушены во время войны, церковь не восстановлена. |      |
| Церковь Козьмы и Дамиана с Примостья                                 | Псков, Запсковье         | 1462 — 1463.                             | В 1507 г. сделаны новые своды и глава. Галереи и приделы полностью перестроены в XVII—XVIII вв., звонница не сохранилась. |      |
| Церковь Богоявления с Запсковья                                      | Псков, Запсковье         | 1495 — 1496.                             | Оба придела не сохранились в первоначальном виде и были восстановлены в процессе недавней реконструкции. К звоннице в XVIII в. пристроен контрфорс. |      |
| Церковь Ильи Пророка Ильинского монастыря                            | Псков, Запсковье         | Вероятно, первая половина XVI в.         | Существующий храм выстроен в 1677 г., в значительной степени повторяет предшественника. |      |
| Церковь Воскресения со Званины (со Стадища)                          | Псков, Запсковье         | 1532.                                    | В конце XVII в. выстроены заново крыльцо, придел, притвор со звонницей, своды и глава. Третий пролет звонницы добавлен в XIX в. |      |
| Церковь Варлаама Хутынского на Званице                               | Псков, Запсковье         | 1495.                                    | Придел и неоднократно перестраивавшиеся галереи возведены заново в 1875 г. Изразцовый декор барабана — XVII в. |      |
| Церковь Спаса Нерукотворного образа с Жабьей Лавицы                  | Псков, Запсковье         | Вероятно, начало XVI в.                  | В конце XVII в. храм был сильно перестроен. В 1854 г. церковь была выстроена вновь, от храма XVI—XVII вв. сохранились нижние части стен, придел, притвор и звонница.                                                                                              |      |
| Церковь Козьмы и Дамиана с Гремячей горы (Гремяцкого монастыря)      | Псков, Запсковье         | 1383.                                    | Существующий храм возведён в 1540 г. Не сохранил первоначальных притворов, главы, сводов, придела и звонницы. |      |
| Церковь Успения с Пароменья                                          | Псков, Завеличье         | 1444.                                    | Современная церковь построена в 1521 г. Галереи выстроены вновь в конце XVII в. на месте приделов. Звонница обстроена в XVIII в. |      |
| Церковь Стефана Мирожского монастыря                                 | Псков, Завеличье         | 1404, 1546.                              | Сохранившийся надвратный храм с двухпролётными воротами выстроен в конце XVII в. в стиле московского барокко. Западнее церкви находятся классицистические пристройки XIX в. — двухъярусная колокольня и настоятельский корпус.                                    |      |
| Спасо-Преображенский собор Мирожского монастыря                      | Псков, Завеличье         | До 1156.                                 | Собор неплохо сохранился, хотя верхние части его искажены четырехскатной кровлей. Интерьер сохранил уникальный фресковый ансамбль середины XII в., созданный греческими мастерами.                                                                                |      |
| Церковь Климента Климентовского монастыря                            | Псков, Завеличье         | Вероятно, начало XVI в.                  | Не сохранил притвора и звонницы. На главе — крест XVII в. |      |
| Церковь Николая Чудотворца от Каменной ограды Никольского монастыря  | Псков, Завеличье         | Конец XV — начало XVI вв.                | Бесстолпный храм, не сохранил притвора и звонницы. |      |
| Церковь Жён-Мироносиц                                                | Псков, Завеличье         | 1546.                                    | Галереи и придел перестроены и частично уничтожены в XIX в. |      |
| Собор Рождества Иоанна Предтечи Ивановского монастыря                | Псков, Завеличье         | 1130-е — 1140-е гг.                      | Собор хорошо сохранился, уцелели некоторые поздние пристройки — часть галереи XVII в. и звонница конца XVI в. |      |
| Собор Рождества Богородицы Снетогорского монастыря                   | Псков, городские окраины | 1310 — 1313.                             | Собор относительно хорошо сохранился, хотя в XVI—XVIII вв. был сильно искажен перестройками. Крупные фрагменты первоначальной фресковой живописи. |      |
| Церковь Николая Чудотворца Снетогорского монастыря                   | Псков, городские окраины | 1518 — 1519.                             | Трапезный храм, сильно искажен позднейшими перестройками. |      |
| Церковь Вознесения «иже под колоколы» Снетогорского монастыря        | Псков, городские окраины | Начало XVI в.                            | Храм октагонической формы. В 1700-е гг. перестроен в огромную колокольню в стиле нарышкинского барокко. Церковь-колокольня не сохранилась, так как уничтожена гитлеровцами (?) в 1941 г.                                                                          |      |
| Церковь Петра и Павла Сереткина монастыря                            | Псков, городские окраины | Вероятно, конец XV в.                    | Бесстолпный храм, в XVII в. с запада сделана просторная пристройка со звонницей. Звонница в XIX в. надстроена в колокольню. |      |
| Церковь Иоанна Богослова с Милявицы (на Мишариной горе)              | Псков, городские окраины | 1547.                                    | Сильно перестроена в конце XVII в., не сохранила первоначальных сводов, столпов, главы, притвора и звонницы. Притвор и звонница — XVII в., колокольня начала XIX в.                                                                                               |      |
| Церковь Константина царя и матери его Елены                          | Псков, городские окраины | XVI в.                                   | Пристройки XVIII—XIX вв., в том числе отдельно стоящая двухъярусная классицистическая колокольня. |      |
| Церковь Дмитрия Солунского на поле Дмитриевского монастыря           | Псков, городские окраины | 1543.                                    | Южный придел и галереи построены на месте первоначальных в 1782 г., колокольня — XIX в. |      |
| Церковь Варвары                                                      | Псков, городские окраины | 1618.                                    | Деревянная клетская церковь, дошла до наших дней перестроенной в XVIII—XIX вв. |      |
| Церковь Алексия на поле                                              | Псков, городские окраины | 1540.                                    | Очень сильно перестроен в XVIII в., от первоначального храма сохранились стены с апсидой. |      |
| Церковь Николая Чудотворца в Любятове                                | Псков, городские окраины | До 1569.                                 | Первоначально пятиглавый храм, не сохранил боковых глав, своды и центральная глава выстроены заново в начале XIX в. Окружён разновременными пристройками XVII — конца XIX вв.                                                                                     |      |
| Церковь Никиты на поле Никитского монастыря                          | Псков, городские окраины | 1470.                                    | Бесстолпная церковь с притвором и звонницей. Полностью уничтожена гитлеровцами в 1942 г. Ныне не существует. |      |

## Псковская область
| Название                                                 | Местонахождение                             | Время постройки первого каменного здания          | Примечания | Фото |
| -------------------------------------------------------- | ------------------------------------------- | ------------------------------------------------- | --- | ---- |
| Церковь Покрова                                          | Псковский район, Болотово (погост Знахлицы) | Вероятно, вторая половина XV в.                   | В XIX в. сделаны пристройки — южный придел, притвор и шатровая колокольня. |      |
| Церковь Ильи Пророка на реке Торошинка                   | Псковский район, Торошино                   | Рубеж XV—XVI вв.                                  | Церковь уничтожена гитлеровцами во время войны. В наше время отстроена одноименная по местоположению церковь при ж.д. станции Торошино в честь святителя Николая Чудотворца усилиями Крыпецкого монастыря.                                                                          |      |
| Церковь Ильи Пророка                                     | Псковский район, Кривовицы                  | Ок. 1529.                                         | Церковь разрушена во время войны и после неё. Уцелели нижние части стен и апсиды. |      |
| Церковь Николая Чудотворца                               | Псковский район, Виделебье                  | Вторая половина XVI в.                            | Церковь окружена разновременными пристройками. Южный придел — 1758 г., колокольня — первой половины XIX в. |      |
| Церковь Ильи Пророка                                     | Псковский район, Выбуты                     | Вторая половина XV в.                             | Отдельно стоящая двухпролётная звонница сооружена несколько позднее основного храма. |      |
| Собор Трёх Святителей Елизаровского монастыря            | Псковский район, Елизарово                  | 1481.                                             | Сохранившийся собор относится к 1574 г. Двухэтажные галереи — XVII в., южный придел полностью перестроен в середине XIX в. |      |
| Собор Иоанна Богослова Крыпецкого монастыря              | Псковский район, Крыпецкое                  | 1557.                                             | Двухъярусные галереи и южный придел перестраивались в XVII в. Отдельно стоящая столпообразная колокольня — конца XVI в. Надстроенная в XIX в., ныне она реставрирована с многочисленными искажениями с учетом современных нужд монастырской братии.                                 |      |
| Церковь Мины, Виктора и Викентия дьякона                 | Псковский район, Кусва                      | Конец XVI в.                                      | Сильно перестроена во второй половине XVII в., придел, притвор и колокольня — XIX в. Церковь не сохранила первоначального завершения. |      |
| Церковь Успения                                          | Псковский район, Мелётово                   | 1461 — 1462.                                      | Сохранила фрагменты первоначальной фресковой росписи. |      |
| Церковь Петра и Павла Верхнеостровского монастыря        | Псковский район, остров Белов               | Вероятно, конец XV в.                             | Сильно перестроен в XVIII—XIX веках. От древнего бесстолпного храма осталась коробка стен. |      |
| Церковь Пантелеймона с Бору Пантелеймоновского монастыря | Псковский район, Черёха                     | До 1581.                                          | Новый храм с элементами московского барокко выстроен в самом конце XVII в. Во время войны храм был разрушен, остались руины. |      |
| Церковь Николая Чудотворца с Устья                       | Псковский район, Устье                      | 1472(?).                                          | Притвор и звонница относятся к несколько более позднему времени, чем сам храм. |      |
| Церковь Саввы Саввиной пустыни                           | Псковский район, Стремутка                  | Вторая половина XV в.(?)                          | Не сохранилась. Полностью уничтожена гитлеровцами во время войны. |      |
| Церковь Георгия Победоносца                              | Псковский район, Фёдоровщина (погост Камно) | Вторая половина XVI в.                            | Сильно перестроена в конце XVIII—XIX вв., от первоначального храма сохранились нижние части стен. Пристройки XIX в. |      |
| Церковь Покрова                                          | Островский район, Елины                     | Вторая половина XVI в.                            | Храм перестроен ок. 1798 г., полностью утратив первоначальный облик. |      |
| Церковь Николая Чудотворца                               | Островский район, Остров                    | 1543, в 1553 пристроен придел Спаса-Преображения. | Храм неплохо сохранился, колокольня и притвор относятся к XIX в. Иконостас XVIII в. |      |
| Успенский собор Святогорского монастыря                  | Пушкиногорский район, Пушкинские Горы       | 1569.                                             | Обстроен поздними пристройками, двухъярусная колокольня в стиле классицизм — начала XIX в. |      |
| Церковь Николая Чудотворца                               | Порховский район, Верхний Мост              | Середина — вторая половина XV в.                  | К храму примыкают пристройки XVIII—XIX вв. |      |
| Церковь Спаса Преображения Великопустынского монастыря   | Порховский район, Слобода                   | XVI в.                                            | Храм сохранился не полностью, перестройки и пристройки (в том числе колокольня) — второй половины XVIII в. |      |
| Спасо-Преображенская церковь                             | Порховский район, Порхов                    | До 1585.                                          | Церковь выстроена заново в 1772 г., не сохранила барабана главы. |      |
| Церковь Николая Чудотворца в Порховской крепости         | Порховский район, Порхов                    | 1412.                                             | Существующая церковь выстроена в 1497 г. и почти полностью перестроена в 1770 г. Колокольня XIX в. От храма XV в. сохранились нижние части стен. |      |
| Церковь Рождества Богородицы                             | Порховский район, Порхов                    | 1305 или 1390-е гг.                               | Выстроенная заново в середине XV в. церковь не сохранила главы, сводов и столбов. Притвор и колокольня — конца XVII в. |      |
| Церковь Михаила Архангела                                | Гдовский район, Кобылье Городище            | Ок. 1462.                                         | В 1854 г. пристроена колокольня, а в 1877 г. — притвор. |      |
| Успенская церковь                                        | Гдовский район, Гдов                        | Вторая половина XV в.(?)                          | Небольшой бесстолпный храм. В конце XVI в. пристроен столпообразный храм-колокольня. Церковь и колокольня полностью уничтожены гитлеровцами в 1944 г. Ныне не существуют. |      |
| Собор Дмитрия Солунского                                 | Гдовский район, Гдов                        | Ок. 1520.                                         | Имел два придела. Собор уничтожен гитлеровцами в 1944 г. Ныне на месте древнего храма возведён храм Державной иконы, в стиле псковского зодчества XVI в. |      |
| Троицкая церковь                                         | Гдовский район, Доможирка                   | 1558.                                             | Северный придел перестроен после 1622 г., первоначальные своды центральной части храма не сохранились. В 1960-е гг. храм реконструирован в первозданном виде. |      |
| Церковь Рождества Богородицы                             | Палкинский район, Новая Уситва              | 1471.                                             | Не сохранила сводов и главы, окружена пристройками XIX в. |      |
| Церковь Рождества Богородицы                             | Палкинский район, Старая Уситва             | 1471.                                             | Пристройки XVII—XIX вв. Полностью уничтожена гитлеровцами в 1942 г. Ныне не существует. |      |
| Воскресенская церковь                                    | Пыталовский район, Пустое Воскресенье       | 1496.                                             | Бесстолпная церковь. В верхних частях переделывалась в XVIII в., в 1960-е гг. реставрирована в первоначальном виде. |      |
| Собор Николая Чудотворца                                 | Печорский район, Изборск                    | 1330-е гг.                                        | Храм хорошо сохранился, хотя верхняя его часть искажена поздней кровлей. Притвор начала XVII в., южный придел с галереей — конца XVII в., колокольня — 1849 г. |      |
| Церковь Николая Чудотворца на Городище                   | Печорский район, Изборск                    |                                                   | Бесстолпный храм с притвором и звонницей. Существующая церковь выстроена на месте древней после 1682 г. Верхняя её часть сделана заново в конце XVIII в. |      |
| Собор Рождества Богородицы Мальского монастыря           | Печорский район, Малы                       | 1492.                                             | Существующий пятиглавый храм возведён в третьей четверти XVI в., в XIX в. переделаны фасады в стиле классицизм и добавлены пристройки. Отдельно стоящая четырёхгранная столпообразная колокольня построена одновременно с храмом.                                                   |      |
| Трапезная церковь Мальского монастыря                    | Печорский район, Малы                       | XVI в.                                            | Церковь не сохранила сводов и главы, от трапезной палаты остались руины. |      |
| Церковь Николая Чудотворца                               | Печорский район, Тайлово                    |                                                   | Существующая церковь в древних формах возведена в 1697 г. |      |
| Церковь Георгия Победоносца                              | Печорский район, Сенно                      | 1562.                                             | Отдельно стоящая звонница — конца XVI в. В начале XX в. к церкви пристроен южный придел. |      |
| Церковь Спаса Преображения                               | Печорский район, Печки                      | 1483 — 1484.                                      | Храм уничтожен в конце XIX века. В 1905—1910 годах на его месте выстроен новый храм в русском стиле. |      |
| Успенский собор Псково-Печерского монастыря (пещерный)   | Печорский район, Печоры                     | 1473.                                             | Перестраивался и обновлялся в 1523 г. и в XVIII в. Ныне сложный комплекс пещерных и надземных помещений XV—XVIII вв., снаружи оформленый в духе елизаветинского барокко. Многопролётная звонница, некогда отдельно стоящая, а теперь соединённая с комплексом собора — конца XVI в. |      |
| Благовещенская церковь Псково-Печерского монастыря       | Печорский район, Печоры                     | 1541.                                             | Трапезная церковь, сильно переделана снаружи в 1869 −1870 гг. |      |
| Церковь Николая Чудотворца Псково-Печерского монастыря   | Печорский район, Печоры                     | 1565.                                             | Надвратная церковь. Сохранила подлинную двухпролётную звонницу. |      |
| Церковь Спаса-Преображения                               | Печорский район, остров Колпино             | Первая половина — середина XVI в.                 | В середине XIX в. выстроены заново своды, глава и апсида. |      |

## Ленинградская область
| Название                   | Местонахождение                 | Время постройки первого каменного здания | Примечания                                                                                              | Фото |
| -------------------------- | ------------------------------- | ---------------------------------------- | --- | ---- |
| Церковь Николая Чудотворца | Сланцевский район, Ольгин Крест | Вторая половина XV в.                    | Колокольня и другие пристройки — XIX в. Полностью уничтожена гитлеровцами в 1944 г. Ныне не существует. |      |